# Allergic
"Allergic" é uma canção do rapper e cantor estadunidense Post Malone, gravada para seu terceiro álbum de estúdio Hollywood's Bleeding (2019). A canção foi escrita por Post Malone, Louis Bell, Brian Lee e Billy Walsh e produzida por Louis Bell e Brian Lee. A faixa foi enviada para estações de rádios alternativas dos Estados Unidos através da Republic Records em 24 de setembro de 2019, como quinto single do álbum.

## Posições nas tabelas musicais

### Tabelas semanais
| Tabela musical (2019)                          | Melhor posição |
| ---------------------------------------------- | -------------- |
| Austrália (ARIA)                               | 45             |
| Canadá (Canadian Hot 100)                      | 39             |
| República Checa (Singles Digitál Top 100)      | 59             |
| Eslováquia (Singles Digitál Top 100)           | 40             |
| Estados Unidos (Billboard Hot 100)             | 37             |
| Estados Unidos (Billboard Alternative Airplay) | 33             |
| Hungria (Stream Top 40)                        | 36             |
| Itália (FIMI)                                  | 99             |
| Lituânia (AGATA)                               | 64             |
| Noruega (VG-lista)                             | 28             |
| Países Baixos (Single Top 100)                 | 56             |
| Portugal (AFP)                                 | 69             |
| Reino Unido (Audio Streaming Chart)            | 44             |
| Suécia (Sverigetopplistan)                     | 55             |

### Tabelas de fim de ano
| Tabela musical (2019) | Posição |
| --------------------- | ------- |
| Portugal (AFP)        | 2145    |

## Certificações
| Região                                                        | Certificação | Vendas  |
| ------------------------------------------------------------- | ------------ | ------- |
| Canadá (Music Canada)                                         | Ouro         | 40.000‡ |
| ‡ Números de vendas+streaming baseados apenas na certificação |              |         |

## Histórico de lançamento
| País           | Data                   | Formato(s)          | Gravadora(s) | Ref.   |
| -------------- | ---------------------- | ------------------- | ------------ | ------ |
| Estados Unidos | 24 de setembro de 2019 | Rádios alternativas | Republic     | [ 18 ] |